# Walter Kutschmann
Walter Kutschmann (Dresden, 24 juli 1914 - Buenos Aires, 30 augustus 1986) was een Duitse inspecteur van de Gestapo, SS-commandant, en oorlogsmisdadiger. 
Als jonge man vocht Kutschmann in Spanje voor Franco. In 1939 werkte hij bij de Gestapo Leipzig. Na de overval op de Sowjetunie (juni 1941) kwam Kutschmann naar het niet lang tevoren door de Sowjets bezette Polen. Daar was hij medeplichtig aan de beruchte moord op professoren van de Universiteit van Lemberg, als commandant van het executiepeloton. Tot maart 1942 leidde hij de Gestapo in Drohobytsj en Ternopil (Oost-Galicië en Oekraïne), waar hij eveneens betrokken was bij massamoorden. In 1943 werd hij verplaatst naar de grenspolitie aan de Frans-Spaanse grens. Na de landing in Normandië vluchtte hij naar Spanje en vandaaruit, in 1947, naar het Peronistische Argentinië. Na vergeefse eerdere pogingen werd hij in 1985 alsnog gearresteerd, maar voordat hij kon worden uitgeleverd aan West-Duitsland, overleed hij aan een hartaanval.

## Militaire loopbaan
- SS-Untersturmführer: 20 april 1941

## Registratienummers
- NSDAP-nr.: 7 475 729
- SS-nr.: 404 651